# Justin Baldoni
Pour les articles homonymes, voir Baldoni.
Justin Baldoni est un acteur, réalisateur et producteur américain, né le 24 janvier 1984 à Los Angeles (Californie).
Il est surtout connu pour avoir incarné Rafael Solano dans la série télévisée Jane the Virgin (2014-2019) ainsi que pour avoir réalisé les films À deux mètres de toi (2019), Clouds (2020) et Jamais plus (2024).

## Biographie

### Enfance et formation
Fils de Sharon et Sam Baldoni, il est élevé à Medford (Oregon). Sa mère est originaire d'une famille juive et son père est d'ascendance italienne.
Lycéen, il pratique le football et occupe un poste de DJ dans une radio locale. Ses espoirs d'une carrière professionnelle dans le sport s'envolent à la suite d'une déchirure importante, lors de sa dernière année d'études, il décide alors de se concentrer sur la comédie.
Il est allé à l'Université d'État de Californie.

### Carrière

#### Débuts et seconds rôles
Après avoir déménagé à Los Angeles, il rencontre un agent qui le pousse à devenir acteur. À 20 ans, il décroche ses premiers rôles. L'acteur en herbe fait notamment une intervention de trois épisodes dans la série Les Feux de l'amour, joue dans le téléfilm romantique Mariage express et le film dramatique indépendant Yesterday's Dream avec Kevin Foster.
Entre 2005 et 2010, il multiplie les apparitions à la télévision, comme pour un épisode de Charmed, des Experts : Miami et Manhattan mais joue aussi des rôles récurrents comme dans la série dramatique et familiale Everwood, dans deux épisodes de la série fantastique Heroes et une dizaine du soap opera Amour, Gloire et Beauté.
Au cinéma, il joue essentiellement dans des productions mineures, comme sa production The Tribe, l'île de la terreur, directement sortie en vidéo et fait de la figuration dans la comédie Super blonde.

#### Jane the Virginet révélation
Après avoir interprété Derek dans la série Single Ladies, entre 2011 et 2012, il obtient des rôles dans les téléfilms L'Ombre de la peur et Le Bodyguard de l'amour avec Brooke Burns. Au cinéma, il joue dans le film d'aventures Isolated et les drames Not Today et Fandango.
En 2012, il a créé la série documentaire numérique My Last Days, pour la société de médias et de production de Rainn Wilson SoulPancake lancée en 2013 qui produit des vidéos édifiante sur la vie, racontée par six personnes courageuses vivant avec une maladie en phase terminale. Diffusé sur la chaîne YouTube de Rainn Wilson SoulPancake depuis 2013, My Last Days est diffusé sur The CW dès la deuxième saison.
My Last Days, devenant l'une des séries documentaires les plus regardées en ligne, il a donc créé sa propre société de production, Wayfarer Entertainment.

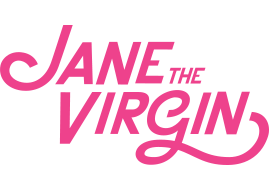
Logo de la série télévisée Jane the Virgin.

En 2014, il décroche le rôle qui le révèle au grand public : celui de Rafael Solano dans la série plébiscitée par la critique Jane the Virgin où il joue le rôle du père du petit Matéo, le fils de Jane, l'héroïne principale incarnée par Gina Rodriguez. Cette série comique et déjantée est adaptée d'une telenovela vénézuélienne, Juana la Virgen, qui met en scène la vie torturée de Jane Villanueva, une jeune femme qui subit, par accident, une insémination artificielle et doit alors gérer cette grossesse imprévue. Elle est la première série du réseau The CW Television Network à être récompensé d'un Golden Globes.
Lors de la cérémonie des Imagen Awards de 2015, l'acteur est cité dans la catégorie meilleur acteur de série télévisée dans un second rôle.
En 2019, la série Jane the Virgin s'arrête au bout de cinq saisons et 100 épisodes.

#### Diversification: production et réalisation
En 2017, il joue les guest pour deux épisodes de la série Madam Secretary. En fin d'année, il produit et porte son propre talk-show intitulé Man Enough qui décortique la notion de masculinité. La même année, Tobias Iaconis et Mikki Daughtry vendent à CBS Films un scénario de film adapté d'un roman. Justin Baldoni en devient le producteur et réalisateur. En 2018, il passe derrière la caméra pour un épisode de Jane the Virgin.

##### Five Feet Apart
Justin Baldoni a rencontré Claire Wineland, qui souffrait de fibrose kystique en réalisant le documentaire My Last Days et l’a ensuite recrutée en tant que consultante pour le film À deux mètres de toi (Five Feet Apart), avant qu’elle ne décède des suites d’une complication de la mucoviscidose le 2 septembre 2018.
Le titre du film, À deux mètres de toi, fait référence à la "règle des six pieds", une directive de la Fondation de la fibrose kystique qui stipule que les patients atteints de fibrose kystique (mucoviscidose) doivent être distants d'au moins 6 pieds (2 mètres) l'un de l'autre, afin de réduire le risque d'infection croisée. Un roman du même nom de Rachael Lippincott a été publié en novembre 2018. En 2018, il produit et dirige Cole Sprouse et Haley Lu Richardson pour le drame romantique À deux mètres de toi qui raconte l'histoire d'amour naissant entre deux jeunes gens condamnés par la maladie. Le film est sorti le 15 mars 2019. 
À deux mètres de toi (Five Feet Apart), est distribué par CBS Films et Lionsgate. Il devient le troisième film le plus rentable de tous les temps de CBS Films avec plus de 80 millions de dollars de recettes mondiales sur un Budget de 7 millions de dollars.

##### Clouds
Justin Baldoni a rencontré Zach Sobiech, en réalisant My Last Days qui souffrait d'une forme rare de cancer des os appelé ostéosarcome, il a écrit et enregistré la chanson Clouds pour sa famille et ses amis et la publie sur YouTube en décembre 2012 avant de mourir en mai 2013, peu de temps après ses 18 ans,. Devenu une vidéo virale, la vidéo dépasse les 3 millions de vues au moment de sa mort. En janvier 2023, la vidéo de Zach a recueilli plus de 22 millions de vues.
La mère de Zach, Laura Sobiech, a écrit un mémoire sur sa vie, Fly a Little Higher: How God Answered a Mom's Small Prayer in a Big Way publié en 2014. Au début de 2016, il a été annoncé que Warner Bros. pourrait faire un film basé sur le livre et que Justin, est attachée à la réalisation et à la production du film intitulé Clouds, la chanson d'adieu de Zach, écrit pour sa famille et ses amis.
En septembre 2019, le casting réunit Fin Argus dans le rôle de Zach aux côtés de Sabrina Carpenter, Madison Iseman, Neve Campbell, Tom Everett Scott et Lil Rel Howery. Le 14 mai 2020, il a été annoncé que Disney+ avait acquis les droits de distribution du film de Warner Bros., à la lumière de l'impact de la pandémie COVID-19 sur l'industrie cinématographique,, le film sera proposé en exclusivité sur Disney+ dans tous les pays où le service est disponible le 16 octobre 2020,.  

##### Jamais pluset accusations de harcèlement sexuel
En 2019, Justin Baldoni travaille par l'intermédiaire de sa société Wayfarer Studios à l'adaptation cinématographique du roman d'amour à grand succès Jamais plus de Colleen Hoover. En janvier 2023, il est annoncé que les personnages principaux de l'adaptation au cinéma seront interprétés par Blake Lively et Justin Baldoni lui-même. Baldoni réalise et produit le film avec Blake Lively en tant que productrice déléguée,. Sorti en France le 14 août 2024, le film est tièdement accueilli par la critique mais connaît un succès commercial incontestable, en rapportant 350 millions de dollars pour un budget de 25 millions. La promotion du film est cependant ponctuée de spéculations sur un présumé conflit entre Baldoni et Lively et de critiques hostiles sur les réseaux sociaux concernant l'attitude de Lively.
En décembre 2024, Blake Lively dépose une plainte administrative contre Baldoni pour harcèlement sexuel et pour avoir mené une campagne de représailles contre elle. Sur le tournage, notamment de scènes intimes, Blake Lively se plaint de débordements physiques et verbaux de la part de Baldoni et de Jamey Heath, le producteur principal du film. Baldoni nie, mais une enquête du New York Times suggère ensuite qu'il a organisé une campagne méthodique de dénigrement de Lively pour discréditer les accusations. Lively dépose par la suite une poursuite contre Baldoni pour harcèlement sexuel et représailles.
En retour, Baldoni intente une poursuite contre le New York Times pour diffamation. Selon l'acteur, Lively se serait engagée, avec l'assistance de son mari Ryan Reynolds, dans une campagne de dénigrement et aurait utilisé de fausses « allégations de harcèlement sexuel pour affirmer un contrôle unilatéral sur tous les aspects de la production » du film. En réaction, le New York Times défend son intégrité journalistique et les avocats de Lively dénoncent la poursuite de Baldoni. En janvier 2025, Baldoni porte plainte au civil contre Blake Lively, Ryan Reynolds et leur publiciste, Leslie Sloane, pour diffamation et extorsion. Il leur réclame près de 400 millions de dollars de dommages et intérêts,. En réaction, Sloane, le New York Times, Reynolds, puis Lively réclament tour à tour le rejet des accusations à leur encontre au cour des mois suivants.
En juin 2025, le juge ordonne le rejet de la poursuite de Baldoni contre Lively, Reynold, Sloane et le New York Times, estimant que Baldoni n'est pas en mesure de prouver ses accusations. Il autorise Baldoni à déposer une nouvelle poursuite, mais rejette la possibilité de nouvelles accusations de diffamation et d'extorsion, n'autorisant Baldoni à poursuivre à nouveau Lively et Reynolds que pour les accusations de Rupture de clause implicite de bonne foi et d’Ingérence délictuelle dans un contrat (en),. Baldoni choisit cependant de ne pas déposer de nouvelle poursuite, préférant se concentrer sur sa défense contre les accusations de Lively.

### Vie privée
Depuis 2012, il est en couple avec l'actrice suédoise Emily Baldoni. Ils se fiancent le 13 avril 2013 puis se marient la même année. Le 11 février 2015, le couple annonce attendre leur premier enfant. Le 27 juin 2015, la jeune femme donne naissance à une petite fille prénommée Maiya Grace Baldoni. Le 19 juin 2017, ils annoncent attendre leur second enfant. Leur fils Maxwell Roland-Samuel naît le 18 octobre 2017. Justin Baldoni, ainsi que sa femme, sont de religion Bahai.
À la suite de l'Affaire Harvey Weinstein, l'acteur s'exprime publiquement et révèle avoir été harcelé sexuellement par un autre producteur américain. Dans ce même entretien, il révèle avoir également été harcelé par des femmes.
Blake Lively, à l'affiche du film Jamais plus porte plainte le 20 décembre 2024 pour harcèlement sexuel contre Justin Baldoni, a révélé The New York Times. Elle estime également avoir été victime d'une campagne de dénigrement menée par Baldoni. Baldoni réplique le 16 janvier 2025 en portant plainte pour diffamation et extorsion contre Blake Lively et son mari, Ryan Reynolds. Il leur réclame 400 millions de dollars de dommages et intérêts.

## Société de production

### Wayfarer Entertainment
Le succès de son documentaire My Last Days lui a ouvert les yeux sur l'idée qu'il existait un marché pour la narration percutante et axée sur les messages et que le public avait soif de contenu plus significatif.
Justin Baldoni a cofondé une société de production avec Ahmed Musiol appelée Wayfarer Entertainment en 2013, spécialisée dans le contenu inspirant, il a vendu une participation majoritaire à un fonds d'investissement privé appelé 4sbay. En 2019, Wayfarer a vendu une participation majoritaire en créant le fonds de contenu de 25 millions de dollars cherchant à lancer un studio plus développé, Wayfarer Studios. La société a déjà réussi à mettre en place des projets télévisuels, numériques et cinématographiques avec CBS Films, Warner Bros., et The CW.
Le documentaire My Last Days de Justin, qui se concentre sur les personnes atteintes de maladies mortelles, a remporté des prix Clio et Webby et accumulé 70 millions de vues en ligne. L'émission revient sur les ondes linéaires au printemps 2019 pour une quatrième saison sur The CW.
En 2016, Justin s'associe à The CW pour leur toute première plateforme de diffusion numérique, CW Good axée sur la philanthropie.
Wayfarer Entertainment produit À deux mètres de toi en 2019.

### Wayfarer Studios
Wayfarer Studios est une extension de Wayfarer Entertainment, mais avec des ambitions bien plus grandes. Au-delà de la simple création de contenu avec un message, Justin Baldoni et Steve Sarowitz (en), cofondateurs et coprésidents de Wayfarer Studios, veulent bouleverser le modèle de studio traditionnel en créant une entreprise qui place l'équité et la justice sociale au premier plan,.
Le premier projet est le film Clouds installé à l'origine chez Warner Bros., mais lorsque le film a atteint un mur budgétaire, Wayfarer est entré en tant qu'investisseur. Lorsque COVID-19 a frappé, la sortie en salles du film est soudainement remise en question. Des discussions ont commencé avec Disney, qui l'a acquis pour son service de streaming Disney+, disponible depuis le 16 octobre 2020.
Wayfarer Studios va produire en 2021, les films des gagnants du concours « The Six Feet Apart Experiment » : Love You Anyway, un film réalisé par Anna Matz, encadré par Adil El Arbi et Bilall Fallah ; The Moon & Back, un film réalisé par Leah Bleich, encadré par Cathy Yan ; Never Better, un film réalisé par Julianne Fox, encadré par Nzingha Stewart (en),.
En 2023, Wayfarer Studios et Sony Pictures, vont produire l'adaptation cinématographique du roman Jamais plus,.

#### The Six Feet Apart Experiment
En mai 2020, Justin Baldoni, a repris le concept de son film À deux mètres de toi et l'a transformé en une nouvelle compétition de cinéma de 50,000 $ qui parle de l'âge du COVID-19.
Wayfarer Studios et Wayfarer Entertainment ont alors lancé « The Six Feet Apart Experiment » pour donner aux créatifs l'accès, l'opportunité et les ressources nécessaires pour produire des films innovants et socialement impactant pendant la pandémie actuelle, les poussant à sortir des sentiers battus, à regarder au-delà de l'isolement social et à utiliser ces circonstances actuelles pour alimenter leur créativité,.
Plus de 350 soumissions ont été évaluées et jugées en fonction de la qualité de l'histoire, de l'originalité, de la viabilité commerciale, de la productibilité et de l'impact social potentiel. Le 22 juin 2020, cinq cinéastes ont été sélectionnés, les films étaient centrés sur les thèmes de l'impact social de la maladie mentale, des relations humaines, du deuil et du COVID-19, ils seront encadrés à un professionnel chevronné tout au long du processus de production comme Adil El Arbi & Bilall Fallah, James Ward Byrkit (en), Brad Silberling, Cathy Yan et Nzingha Stewart (en). Les gagnants de « The Six Feet Apart Experiment » sont : Anna Matz réalisatrice de Love You Anyway ; Chelsea Javier et Paul Sprangers réalisateurs de Smile or Hug ; Leah Bleich réalisatrice de The Moon & Back ; Julianne Fox réalisatrice de Never Better ; Tyler Burke réalisateur de 25 Cents Per Minute,.

## Filmographie

### Cinéma

#### Films
- 2005 : Yesterday's Dreams de Scott Thomas : Pat
- 2005 : The Helix... Loaded de A. Raven Cruz : Jason
- 2008 : Super blonde de Fred Wolf : un serveur (non crédité)
- 2009 : The Tribe, l'île de la terreur de Jorg Ihle : Peter (également coproducteur)
- 2009 : Knuckle Draggers d'Alex Ranarivelo : Gavin
- 2010 : Unrequited de Jeffrey Day et Jason Epperson : Todd Brown
- 2011 : Royal Reunion de James Brolin : Nicky (court métrage)
- 2011 : Intervention: Cinderella de Katie Walder et Shira Podolsky : Aladdin (court métrage)
- 2013 : The Proposal de lui-même : Justin (également producteur) (court métrage)
- 2013 : Not Today de Jon Van Dyke : Eli Hill
- 2013 : Isolated de Justin Le Pera : Ambassadeur de la paix
- 2014 : Fandango de Jonathan Meyers : Marzo Bolivar
- 2018 : Con Man de Bruce Caulk : Barry Minkow
- 2019 : À deux mètres de toi (Five Feet Apart) de lui-même: un infirmier (cameo, non crédité)
- 2024 : Jamais plus (It Ends with Us) de lui-même : Ryle Kincaid

### Télévision

#### Téléfilms
- 2004 : Trois filles, trois mariages, un tour du monde ! (Wedding Daze) (TV) : de Georg Stanford Brown : Guillermo Valerio
- 2005 : Panique sur la côte de Paul Shapiro : J.T.
- 2012 : L'Ombre de la peur de Michael Lohmann : Bobby
- 2012 : Le Bodyguard de l'amour de Matthew Diamond : Jake

#### Séries télévisées
- 2004 : Les Feux de l'amour : Ben (3 épisodes)
- 2005 : JAG : Azzam (saison 10, épisode 15)
- 2005 : Charmed : Salko (saison 7, épisode 22)
- 2005-2006 : Everwood : Reid Bardem (15 épisodes)
- 2007 : Les Experts : Miami : Damon Argento (saison 6, épisode 2)
- 2008 : La Vie de palace de Zack et Cody : Diego (saison 3, épisode 17)
- 2009 : Heroes : Alex Woolsey (saison 3, épisodes 16 et 18)
- 2010 : Amour, Gloire et Beauté : Graham Darros (10 épisodes)
- 2010 : Les Experts : Manhattan : Heath Kirkfield (saison 7, épisode 5)
- 2011-2012 : Single Ladies : Derek (saison 1, épisodes 10 et 11 - saison 2, épisodes 2 et 3)
- 2012 : Blackout sur Los Angeles : Josh Martin (3 épisodes)
- 2013 : Happy Endings : Marcus (saison 3, épisode 8)
- 2014-2019 : Jane the Virgin : Rafael Solano (98 épisodes)
- 2017 : Madam Secretary : Kevin Park (saison 3, épisodes 13 et 14)

### Clips
- 2015 : Honey I'm Good d'Andy Grammer

### Comme producteur
- 2009 : Devil's Creek de Mohit Ramchandani (court métrage)
- 2009 : The Tribe, l'île de la terreur de Jorg Ihle : Peter (long métrage)
- 2010 : AniMen: Triton Force de Xu Kerr (long métrage)
- 2012-2019 : My Last Days (série télé documentaire, 22 épisodes - également réalisateur de 8 épisodes et scénariste d'un épisode)
- 2016 : Junkfood (court métrage)
- 2017 : Wildlife (court métrage)
- 2017-2018 : Man Enough (web talk-show, également scénariste de 4 épisodes)
- 2018 : Project Upgrade (mini-série)
- 2018 : Staying Connected (court métrage)
- 2019 : À deux mètres de toi (Five Feet Apart) (long métrage)
- 2019 : Bestest Big Sister (court métrage)
- 2019 : Give Amazing: The Gift of Poetry (documentaire, mini-Series)
- 2019 : Give Amazing: The Gift of Art (documentaire, mini-Series)
- 2019 : Quicken Loans: Our Neighbors (court métrage, documentaire vidéo)
- 2020 : Clouds (long métrage)
- 2020 : Beyond the Clouds (documentaire)
- 2022 : Smile or Hug
- 2022 : Love You Anyway
- 2022 : The Moon and Back
- 2023 : The Herricanes
- 2024 : Jamais plus (long métrage, également acteur)
- à venir : Code 3
- à venir : The Senior
- à venir : Empire Waist
- à venir : Laughing at My Nightmare (documentaire)

### Comme réalisateur
- 2013 : The Proposal (court métrage)
- 2014 : The Mixtape by SoulPancake (mini-série télévisée)
- 2015 : Rebel with a Cause: The Sam Simon Story (documentaire télévisé)
- 2016 : 73 Questions with Logan Rawlings (court métrage)
- 2016-2018 : My Last Days (série télé documentaire, 8 épisodes - également producteur de 22 épisodes et scénariste d'un épisode)
- 2016 : The CW Presents: My Last Days, a Special Event (documentaire télévisé)
- 2018 : Jane the Virgin (série télévisée, 1 épisode)
- 2019 : À deux mètres de toi (Five Feet Apart) (long métrage)
- 2020 : Clouds (long métrage)
- 2024 : Jamais plus (It Ends with Us) (long métrage, également acteur)
- à venir : Laughing at My Nightmare (documentaire)

## Distinctions
Sauf indication contraire ou complémentaire, les informations mentionnées dans cette section proviennent de la base de données IMDb.

### Récompenses
- Clio Awards 2018 : Branded Entertainment and Content - Bronze Clio pour My Last Days[63]
- Global Trend Awards 2018 : meilleure vidéo sociale pour My Last Days
- Muse Creative Awards 2018 :
  - Prix Gold Winner pour My Last Days
  - Prix Platinum Winner pour My Last Days
- Telly Awards 2018 :
  - meilleure émission de télévision pour Man Enough
  - meilleure série documentaire pour Man Enough
- American Advertising Awards 2019 : meilleure programme de télévision pour My Last Days
- Cannes Lions International Festival of Creativity 2019 : Cannes Lion Award pour My Last Days
- Global Trend Awards 2019 : 
  - meilleur documentaire pour My Last Days
  - meilleur contenu médical pour My Last Days
- MarCom Awards 2019 : 
  - meilleure vidéo d'information pour Man Enough
  - meilleure vidéo médicale pour My Last Days
- Muse Creative Awards 2019 : 
  - meilleure vidéo pour My Last Days
  - meilleure vidéo bien être et santé pour My Last Days
- Telly Awards 2019 : 
  - meilleure série documentaire pour My Last Days
  - meilleure réalisation pour My Last Days
- The Television Academy Honors 2019 : meilleur documentaire pour My Last Days
- Heartland Film 2020 : Truly Moving Picture Award pour Clouds[64],[65]

### Nominations
- Imagen Awards 2015 : Meilleur acteur de série télévisée dans un second rôle pour Jane the Virgin
- Teen Choice Awards 2015 : Meilleur baiser pour Jane the Virgin, nomination partagée avec Gina Rodriguez
- MTV Movie & TV Awards 2018 : Meilleur baiser pour Jane the Virgin, nomination partagée avec Gina Rodriguez
- Teen Choice Awards 2018 : Meilleur baiser pour Jane the Virgin, nomination partagée avec Gina Rodriguez